# Meliphagidae
Famille
Les Meliphagidae (ou méliphagidés en français) sont une famille de passereaux constituée de 50 genres et de près de 190 espèces (en 2015).

## Étymologie
Le nom de la famille est construit à partir du grec meliphago, mot constitué de meli (miel) et phago (manger). Cela fait référence au comportement des membres de cette famille puisqu'ils se nourrissent essentiellement du nectar des fleurs.

## Biologie
Du fait de leur vaste aire de répartition (depuis l'Indonésie jusqu'en Nouvelle-Zélande, depuis l'Australie jusqu'au Pacifique sud) ils fréquentent des habitats très variés, des forêts de brouillards de Nouvelle-Guinée jusqu'aux broussailles arides d'Australie centrale. Par contre l'une des caractéristiques convergentes du genre est le régime alimentaire, principalement composé de nectar, auquel ils associent parfois des insectes, voire des petits reptiles ou des oisillons chez certains genres (Philemon notamment). Du fait de ce régime ils se sont adaptés de diverses manières : le bec très fin et courbé leur permet de fouiller dans les corolles à la recherche de nectar, les plus petites espèces quant à elles produisent un vol stationnaire à la manière des colibris pour butiner les fleurs.

## Position systématique
En se basant sur les travaux phylogénétiques de Nyári & Joseph (2011), le Congrès ornithologique international entreprend une vaste réforme de la taxinomie de ce groupe dans sa classification de référence (version 3.4, 2013).

### Liste alphabétique des genres
Note : Le nombre d'espèces correspond aux taxons reconnus par le COI (version 12.1, 2022).
- Acanthagenys (1 espèce)
- Acanthorhynchus (2 espèces)
- Anthochaera (5 espèces)
- Anthornis (2 espèces)
- Ashbyia (1 espèce)
- Bolemoreus (2 espèces)
- Caligavis (3 espèces)
- Certhionyx (1 espèce)
- Cissomela (1 espèce)
- Conopophila (3 espèces)
- Entomyzon (1 espèce)
- Epthianura (4 espèces)
- Foulehaio (3 espèces)
- Gavicalis (3 espèces)
- Gliciphila (1 espèce)
- Glycichaera (1 espèce)
- Glycifohia (2 espèces)
- Grantiella (1 espèce)
- Guadalcanaria (1 espèce)
- Gymnomyza (4 espèces)
- Lichenostomus (2 espèces)
- Lichmera (9 espèces)
- Macgregoria (1 espèce)
- Manorina (4 espèces)
- Meliarchus (1 espèce)
- Melidectes (6 espèces)
- Melilestes (1 espèce)
- Melionyx (3 espèces)
- Meliphacator (1 espèce)
- Meliphaga (3 espèces)
- Melipotes (4 espèces)
- Melithreptus (7 espèces)
- Melitograis (1 espèce)
- Microptilotis (10 espèces)
- Myza (2 espèces)
- Myzomela (40 espèces)
- Nesoptilotis (2 espèces)
- Oreornis (1 espèce)
- Philemon (18 espèces)
- Phylidonyris (3 espèces)
- Plectorhyncha (1 espèce)
- Prosthemadera (1 espèce)
- Ptiloprora (6 espèces)
- Ptilotula (6 espèces)
- Purnella (1 espèce)
- Pycnopygius (3 espèces)
- Ramsayornis (2 espèces)
- Stomiopera (2 espèces)
- Stresemannia (1 espèce)
- Sugomel (2 espèces)
- Territornis (3 espèces)
- Timeliopsis (2 espèces)
- Trichodere (1 espèce)
- Vosea (1 espèce)
- Xanthotis (3 espèces)

### Liste des espèces
D'après la classification de référence (version 5.2, 2015) du Congrès ornithologique international (ordre phylogénique) :